# P2P 파일 공유
P2P 파일 공유(Peer-to-peer file sharing)는 P2P (Peer-to-peer) 네트워킹 기술을 사용하여 디지털 미디어를 배포하고 공유하는 것이다. P2P 파일 공유를 통해 사용자는 P2P 네트워크에서 다른 연결된 컴퓨터를 검색하여 원하는 콘텐츠를 찾도록 P2P 소프트웨어 프로그램을 사용하여 책, 음악, 영화, 게임과 같은 미디어 파일에 액세스할 수 있다. 이러한 네트워크의 노드(피어)는 최종 사용자 컴퓨터 및 배포 서버(필요하지 않음)이다.
파일 공유의 초기에는 웹 페이지, FTP, IRC를 통한 클라이언트-서버 전송이 주를 이루었으나, 냅스터가 사용자들이 프리미엄 스타일 서비스로 파일을 업로드하고 다운로드할 수 있는 윈도우 애플리케이션을 대중화시키면서 바뀌었다. 음반 회사와 아티스트들은 냅스터의 폐쇄를 요구했고 FBI의 압수 수색이 이어졌다. 냅스터는 전성기에 엄청난 인기를 누렸으며, 80년대 믹스테이프 문화에서 이어지는 풀뿌리 운동을 촉발시켰고, 팔로워들에게 음악 접근성 면에서 상당한 공백을 남겼다. 포럼과 채팅방에서 많은 논의 끝에, 냅스터가 중앙 집중식 서버와 그 물리적 위치에 의존했기 때문에 취약하다는 결론이 내려졌고, 이에 따라 경쟁 그룹들은 분산형 P2P 시스템을 구축하기 위해 경쟁했다.
P2P 파일 공유 기술은 그누텔라와 같은 초기 네트워크부터 시작하여 카자 (애플리케이션), 라임와이어, WinMX와 같은 다양한 프론트엔드를 사용한 여러 반복을 거쳐 기술을 대중화시켰고, 그 후 이동키에 이어 비트토렌트 프로토콜과 같은 최신 모델로 진화했다. 마이크로소프트는 윈도우 10 업데이트 배포에 이 기술을 사용하며, 온라인 비디오 게임은 단일 소스만 제공할 때 발생하는 엄청난 대역폭 비용 없이 대량의 데이터를 다운로드하기 위한 콘텐츠 배포 네트워크로 이를 활용한다.
몇 가지 요인이 P2P 파일 공유의 광범위한 채택과 촉진에 기여했다. 여기에는 증가하는 인터넷 대역폭, 물리적 미디어의 광범위한 디지털화, 주거용 개인용 컴퓨터의 증가하는 기능이 포함된다. 사용자는 다양한 파일 전송 시스템 및 기타 파일 공유 네트워크를 통해 인터넷을 통해 한 컴퓨터에서 다른 컴퓨터로 하나 이상의 파일을 전송할 수 있다.

P2P 소프트웨어 타임라인

## 역사
중앙 색인 서버는 사용자와 공유된 콘텐츠를 색인화했다. 누군가 파일을 검색하면 서버는 해당 파일의 사용 가능한 모든 복사본을 검색하여 사용자에게 제시했다. 파일은 개인 컴퓨터(피어/노드) 간에 직접 전송되었다. 한 가지 제한 사항은 음악 파일만 공유할 수 있었다는 것이다. 그러나 이 과정이 중앙 서버에서 발생했기 때문에 냅스터는 저작권 침해에 대한 책임을 지고 2001년 7월에 폐쇄되었다. 이후 유료 서비스로 재개장했다.
냅스터가 폐쇄된 후 그누텔라와 카자 (애플리케이션)와 같은 P2P 서비스가 발명되었다. 이 서비스들은 사용자들에게 음악 외에 영화나 게임과 같은 파일도 다운로드할 수 있도록 허용했다.

### 기술 진화
냅스터와 이동키2000은 모두 중앙 서버 기반 모델을 사용했다. 이러한 시스템은 각 중앙 서버의 운영에 의존했으므로 중앙 집중식 폐쇄에 취약했다. 이들의 종말은 라임와이어, 카자 (애플리케이션), 모르페우스, 그누텔라, 그누텔라2와 같은 네트워크의 부상으로 이어졌는데, 이 네트워크들은 중앙 서버 없이 작동할 수 있어 사용자들을 서로 원격으로 연결함으로써 중앙 취약점을 제거했다. 그러나 이 네트워크들도 특정 중앙 분산형 클라이언트 프로그램에 의존했기 때문에 충분히 많은 수의 클라이언트 프로그램 게시자들에 대한 법적 조치를 취함으로써 무력화될 수 있었다. 카자 발행사인 Sharman Networks는 2006년 이후 활동이 중단되었다. 모르페우스 발행사인 StreamCast Networks는 2008년 4월 22일 폐쇄되었다. Limewire LLC는 2010년 말 또는 2011년 초에 폐쇄되었다. 이는 비트토렌트 프로토콜의 지배력을 위한 길을 열었는데, 이 프로토콜은 이전의 것들과 두 가지 주요 방식으로 다르다. 첫째는 어떤 개인, 그룹 또는 회사도 프로토콜이나 "토렌트" 또는 "비트토렌트"라는 용어를 소유하지 않으므로 누구든지 네트워크와 호환되는 클라이언트 소프트웨어를 작성하고 배포할 수 있다는 것이다. 둘째는 비트토렌트 클라이언트 자체에는 검색 기능이 없다는 것이다. 대신, 사용자들은 Isohunt나 파이러트베이와 같은 타사 웹사이트에 의존하여 클라이언트가 사용자가 실제로 원하는 파일을 찾고 다운로드하는 방법을 알려주는 지도 역할을 하는 "토렌트" 파일을 찾아야 한다. 이 두 가지 특성이 결합되어 비트토렌트를 사실상 폐쇄 불가능하게 만드는 수준의 분산화를 제공한다. 파일 공유 네트워크는 이러한 다양한 분산화 수준에 따라 때때로 세 가지 "세대"로 분류되기도 한다. 다크넷은 하이퍼넷과 같은 네트워크를 포함하여 때때로 3세대 파일 공유 네트워크로 간주된다.
P2P 파일 공유는 비용 효율성도 높다. 사용자가 제공자이고 일반적으로 제공자가 관리자이므로 시스템 관리 오버헤드가 작다. 따라서 각 네트워크는 사용자 스스로 모니터링할 수 있다. 동시에 대형 서버는 더 많은 저장 공간을 필요로 하며, 저장 공간을 서버 전용으로 임대하거나 구매해야 하므로 비용이 증가한다. 그러나 일반적으로 P2P 파일 공유는 전용 서버를 필요로 하지 않는다.

## 경제적 영향
P2P 파일 공유가 경제에 미치는 영향에 대한 논의는 계속되고 있다. 헤리티지 재단의 정책 분석가 노르베르트 미셸은 연구들이 "파일 공유가 앨범 판매에 미치는 영향에 대해 상이한 추정치를 산출했다"고 말했다.
네트워크의 부라는 책에서 요하이 벤클러는 P2P 파일 공유가 경제적으로 효율적이며, 비록 "우리 사회가 음악가와 음반 경영진에게 보상하기로 선택한 특정 방식에 차질을 빚더라도" 사용자들은 그러한 공유의 전체 거래 비용과 한계 비용을 지불한다고 주장한다. 이는 음반 산업에 대한 장기적인 인센티브 효과를 위해 효율성을 희생하는 것이다. 그러나 "잭과 제인이 보조금 지원 컴퓨터나 네트워크 연결을 사용하지 않았다면 그렇지 않았을 방식으로 경제학 용어의 일반적인 의미에서 효율적"이다.
계산 예시:
P2P 파일 공유 시: {\displaystyle {\text{총 비용}}={\frac {\text{파일 크기}}{\text{고객 수}}}\times {\text{바이트당 비용}}}
일반적인 콘텐츠 전송 네트워크 이용 시: {\displaystyle {\text{총 비용}}={\text{파일 크기}}\times {\text{고객 수}}\times {\text{바이트당 비용}}}

### 음악 산업
P2P 파일 공유를 통한 저작권 침해가 음악 수익에 미치는 경제적 영향은 논란의 여지가 많고 판단하기 어렵다. 비공식 연구에 따르면 파일 공유가 음반 판매에 부정적인 영향을 미친 것으로 나타났다. 합법적인 온라인 음악 구매 증가, 불법 파일 공유, 콤팩트 디스크 가격 하락, 많은 독립 음반 매장 폐쇄 및 대형 소매점으로의 판매 전환 등 여러 가지 추세 사이의 인과 관계를 밝히는 것은 어려운 일로 입증되었다.

### 영화 산업
미국영화협회 (MPAA)는 2005년에 미국 스튜디오들이 23억 7천 3백만 달러를 손실했다고 보고했는데, 이는 미국 내 영화 불법 복제의 총 비용의 약 3분의 1에 해당한다. (2005년 23억 7천 3백만 달러는 3,144년 기준 $2022억 달러와 동일) MPAA의 추정치는 한 번의 다운로드가 한 번의 판매 손실과 동일하다는 가정에 기반하고 있으며, 불법 다운로드가 불가능했다면 다운로드하는 사람들이 영화를 구매하지 않았을 수도 있기 때문에 비평가들로부터 의심을 받았다. 연구의 사적인 특성으로 인해 수치는 방법론이나 유효성을 공개적으로 확인할 수 없었다. 2008년 1월, MPAA가 대학에 저작권 침해 단속을 의무화하는 법안 로비를 벌이던 중, 대학 내 저작권 침해 수치가 최대 300%까지 부풀려졌음을 인정했다.
2010년 국제 상업 회의소의 의뢰를 받아 독립적인 파리 기반 경제 회사인 TERA가 수행한 연구에 따르면, 음악, 영화 및 소프트웨어의 불법 다운로드가 유럽의 창조 산업에 매년 수십억 달러의 수익 손실을 초래하는 것으로 추정되었다. TERA의 추가 연구는 이러한 추세가 계속될 경우 2015년까지 불법 복제로 인한 손실이 최대 120만 개의 일자리와 2,400억 유로의 소매 수익에 달할 것으로 예측했다. 연구원들은 연간 저작권 침해량에 10%의 대체율을 적용했다. 이 비율은 불법 파일 공유가 없어지고 발생하지 않았을 경우 잠재적으로 거래되었을 단위 수에 해당한다. 인기 있는 소프트웨어 및 운영체제에 대한 불법 복제율은 미국이나 유럽 연합과 같이 강력한 지식 재산권 집행이 이루어지는 지역에서도 흔했다.

## 대중 인식 및 사용
2004년에 약 7천만 명이 온라인 파일 공유에 참여한 것으로 추정된다. CBS 뉴스 여론조사에 따르면 18세에서 29세 사이의 약 70%가 특정 상황에서 파일 공유가 허용된다고 생각했으며, 파일 공유 문제에 대해 관심을 가진 모든 미국인 중 58%가 최소한 특정 상황에서는 허용된다고 생각했다. 2006년 1월 기준으로 12세 이상의 미국인 3천 2백만 명이 인터넷에서 최소 한 편의 장편 영화를 다운로드했으며, 이 중 80%는 P2P를 통해서만 다운로드했다. 표본 집단 중 60%는 저작권이 있는 영화를 인터넷에서 다운로드하는 것이 그리 심각한 위반이라고 생각하지 않았지만, 78%는 상점에서 돈을 내지 않고 DVD를 가져가는 것이 매우 심각한 위반이라고 생각했다.
2008년 7월, 유럽인의 20%는 음악을 얻기 위해 파일 공유 네트워크를 사용했고, 10%는 아이튠즈와 같은 유료 디지털 음악 서비스를 사용했다. 2009년 2월, 영국 Tiscali가 실시한 설문조사에 따르면, 영국 대중의 75%가 파일 공유와 관련하여 합법적이고 불법적인 것이 무엇인지 알고 있었지만, 법적 책임을 어디에 두어야 하는지에 대해서는 의견이 갈렸다. 49%는 P2P 회사들이 자신들의 네트워크에서 발생하는 불법 파일 공유에 대해 책임져야 한다고 믿었고, 18%는 개별 파일 공유자들을 범인으로 보았다.
이전 여론조사에 따르면 스웨덴 젊은 유권자(18-20세)의 75%가 "인터넷에서 파일을 다운로드하는 것이 불법이라도 괜찮다고 생각한다"는 진술에 동의하며 파일 공유를 지지했다. 응답자의 38%는 "강하게 동의한다"고 답했고 39%는 "부분적으로 동의한다"고 답했다. 미국 및 유럽 대학생들을 대상으로 한 학술 연구에 따르면 파일 공유 기술 사용자들이 상대적으로 반저작권적이었고 저작권 강제가 역효과를 낳아 이러한 기술 사용자들 사이에서 파일 공유 지지 신념이 강화되었다.

## P2P 파일 공유 네트워크의 커뮤니티
커뮤니티는 비트토렌트, 그누텔라, DC++와 같은 많은 P2P 네트워크 및 애플리케이션에서 중요한 역할을 한다. 이러한 커뮤니티의 형성, 발전 및 안정성에 기여하는 다양한 요소가 있는데, 여기에는 관심사, 사용자 속성, 비용 절감, 사용자 동기 부여 및 커뮤니티의 규모가 포함된다.

### 관심 속성
피어 커뮤니티는 공통의 관심사를 기반으로 형성된다. 캄바티(Khambatti), 류(Ryu), 다스굽타(Dasgupta)에 따르면 공통의 관심사는 "특정 피어가 참여할 수 있는 피어 커뮤니티를 결정하는 데 사용되는 속성"으로 분류될 수 있다. 이러한 속성은 명시적 속성과 암시적 속성으로 분류될 수 있다.
명시적 값은 피어가 특정 커뮤니티에 자신에 대해 제공하는 정보로, 주제에 대한 관심이나 음악 취향과 같은 것이다. 암시적 값의 경우, 사용자는 자신에 대한 정보를 직접 표현하지 않지만, P2P 네트워크에서 수행된 과거 쿼리와 검색을 통해 해당 특정 사용자에 대한 정보를 여전히 찾을 수 있다.
캄바티(Khambatti), 류(Ryu), 다스굽타(Dasgupta)는 이러한 관심사를 개인 속성, 주장된 속성, 그룹 속성으로 세 가지로 더 나눈다.
특정 피어의 전체 속성(공통 관심사) 세트는 개인 속성으로 정의되며, 피어가 자신에 대해 가지고 있는 정보의 모음이다. 피어는 개인 정보 보호 및 온라인 보안을 유지하기 위해 자신에 대한 정보를 공개하지 않기로 결정할 수 있다. 이러한 이유로 저자는 "속성의 하위 집합이 피어에 의해 명시적으로 공개적으로 주장된다"고 명시하며, 이를 "주장된 속성"으로 정의한다. 세 번째 관심사 범주는 그룹 속성으로, "위치 또는 소속 지향적"으로 정의되며 "커뮤니티의 기반"을 형성하는 데 필요하며, 예를 들어 특정 사용자에 대한 온라인 위치 및 그룹 식별자 역할을 하는 "인터넷 연결의 도메인 이름"이 있다.

### 비용 절감
비용 절감은 P2P 커뮤니티의 공유 구성 요소에 영향을 미친다. Cunningham, Alexander 및 Adilov가 명확히 밝혔듯이, 공유하는 사용자들은 "비용을 절감"하려고 공유한다. 그들의 저서 'Peer-to-peer File Sharing Communities'에서 그들은 "공유 행위는 비용이 많이 드는데, 공유자로부터 다운로드하면 공유자가 대역폭을 희생해야 하기 때문"이라고 설명한다. 공유는 냅스터와 같은 P2P 커뮤니티의 기반을 이루며, 공유가 없으면 "네트워크가 붕괴"하므로, 사용자들은 비용에도 불구하고 자신들의 비용, 특히 검색 및 인터넷 서버의 혼잡과 관련된 비용을 낮추기 위해 공유한다.

### 사용자 동기와 커뮤니티 규모
사용자 동기와 P2P 커뮤니티의 규모는 지속 가능성과 활동에 기여한다. 바실레바(Vassileva)는 그녀의 저서 "P2P 커뮤니티 참여 동기 부여"에서 캐나다 서스캐처원 대학교에서 P2P 애플리케이션(COMUTELLA)을 만들어 학생들에게 배포한 실험을 통해 이 두 가지 측면을 연구한다. 그녀의 견해로는, 동기는 온라인 P2P 커뮤니티에 사용자의 참여를 장려하는 데 "결정적인 요소"이며, 특히 커뮤니티 형태의 "활성 사용자 임계 질량 부족"은 P2P 공유가 제대로 작동하지 못하게 할 것이기 때문이다.
유용성은 사용자들이 P2P 커뮤니티에 참여할 때 중요하게 여기는 측면이다. 특정 P2P 시스템은 사용자가 "유용하다"고 인식해야 하며, 사용자의 필요를 충족시키고 관심사를 추구할 수 있어야 한다. 결과적으로 "사용자 커뮤니티의 규모가 유용성의 수준을 정의"하며, "시스템의 가치가 사용자 수를 결정"한다. 이 양방향 프로세스는 바실레바에 의해 피드백 루프로 정의되며, 냅스터 및 카자 (애플리케이션)와 같은 파일 공유 시스템의 탄생을 가능하게 했다. 그러나 그녀의 연구에서 바실레바는 또한 "초기 사용자들에게 인센티브가 필요하다"는 점, 특히 사용자들의 온라인 유지 습관을 동기 부여하고 형성시키는 데 필요하다는 점을 발견했다. 이는 예를 들어, 시스템에 풍부한 리소스를 제공하거나, 숙련된 사용자가 덜 숙련된 사용자에게 도움을 제공함으로써 가능하다.

### 사용자 분류
P2P 시스템에 참여하는 사용자들은 다양한 방식으로 분류될 수 있다. 바실레바(Vassileva)에 따르면, 사용자들은 P2P 시스템 참여도에 따라 분류될 수 있다. 사용자의 유형은 서비스를 생성하는 사용자, 서비스를 허용하는 사용자, 검색을 용이하게 하는 사용자, 통신을 허용하는 사용자, 비협조적이고 무임승차하는 사용자 등 다섯 가지로 나뉜다.
첫째로, 사용자는 새로운 자원이나 서비스를 만들어 커뮤니티에 제공한다. 둘째로, 사용자는 커뮤니티에 "다운로드를 위한 파일을 저장할" 디스크 공간을 제공하거나, 다른 사용자가 제공하는 서비스를 용이하게 할 "컴퓨팅 자원"을 제공한다. 셋째로, 사용자는 다른 사용자들이 특정 파일이나 서비스를 찾을 수 있도록 관계 목록을 제공한다. 넷째로, 사용자는 "네트워크 프로토콜"에 적극적으로 참여하여 네트워크를 유지하는 데 기여한다. 마지막 상황에서는 사용자가 네트워크에 기여하지 않고, 필요한 것을 다운로드하지만 서비스가 더 이상 필요 없어지면 즉시 오프라인으로 전환하여 네트워크와 커뮤니티 자원에 무임승차한다.

## 추적
기업들은 인터넷을 이용한 다양한 파일, 특히 저작권이 있는 음악의 불법 복제 및 공유에 맞서 계속 싸우고 있다. 미국 음반 산업 협회 (RIAA)는 침해자에 대한 캠페인을 주도하는 데 적극적이었다. 저작권 소유자를 "보호"하기 위해 개인은 물론 냅스터와 같은 프로그램에 대해서도 소송이 제기되었다. RIAA의 한 노력은 저작권이 있는 자료의 사용을 직접적인 관점에서 모니터링하기 위해 미끼 사용자를 심는 것이었다.

## 위험
2002년 6월 초, HP 연구소의 연구원 나다니엘 굿은 사용자 인터페이스 디자인 문제가 P2P 네트워크를 통해 사용자들이 의도치 않게 개인 및 기밀 정보를 공유하는 데 기여할 수 있음을 입증했다.
2003년, 하원 정부 개혁 위원회(노출 과다: 파일 공유 네트워크의 개인 정보 및 보안 위협) 및 상원 사법 위원회(밝은 아이디어의 어두운 면: 개인 및 국가 안보 위험이 P2P 파일 공유 네트워크의 잠재력을 저해할 수 있는가?)에서 P2P 네트워크에서의 의도치 않은 공유 문제와 그것이 소비자 및 국가 안보에 미치는 영향에 대해 다루고 논의하기 위한 의회 청문회가 소집되었다.
연구자들은 개인 정보 유출, 번들된 스파이웨어, 네트워크에서 다운로드되는 바이러스 등 잠재적인 보안 위험을 조사했다. 일부 독점 파일 공유 클라이언트는 악성 소프트웨어를 번들하는 것으로 알려져 있지만, 오픈 소스 프로그램은 일반적으로 그렇지 않았다. 일부 오픈 소스 파일 공유 패키지는 통합된 안티바이러스 스캔 기능까지 제공했다.
대략 2004년경부터 신원 도용의 위협이 더욱 만연해졌으며, 2008년 7월에는 P2P 사이트를 통해 엄청난 양의 개인 정보가 또다시 의도치 않게 유출되는 사건이 발생했다. 한 투자 회사 고객 약 2,000명의 "이름, 생년월일, 사회 보장 번호"가 노출되었으며, 여기에는 대법원 판사 스티븐 브라이어의 정보도 포함되었다. 2009년 버락 오바마 행정부 초기, P2P 파일 공유 사이트를 통한 보안 침해로 마린 원 헬리콥터의 설계도가 대중에 공개되면서 의도치 않은 P2P 파일 공유를 통한 개인 및 민감 정보 유출이 급증했음이 명백해졌다. 이 정보에 대한 접근은 미국 안보에 치명적일 수 있다. 또한, 이 보안 침해 직전 투데이 쇼에서는 15만 건 이상의 세금 신고서, 25,800건의 학자금 대출 신청서, 626,000건의 신용 보고서가 파일 공유를 통해 의도치 않게 공개되었다고 보도했다.
미국 정부는 2009년 H.R. 1319, 정보에 기반한 P2P 사용자 법과 같은 입법을 통해 P2P 파일 공유 프로그램과 관련된 잠재적 위험에 대해 사용자들의 인식을 높이려 시도했다. 이 법안에 따르면, 개인은 P2P 파일 공유 소프트웨어를 구매하기 전에 관련 위험을 인지해야 하며, 해당 프로그램을 사용하기 전에 사용자의 정보에 기반한 동의가 필요하다. 또한, 이 법안은 사용자가 언제든지 컴퓨터에서 P2P 파일 공유 소프트웨어를 차단하고 제거할 수 있도록 허용하며, 연방거래위원회가 규제를 집행한다. US-CERT도 잠재적 위험에 대해 경고한다.

## 저작권 문제
파일 공유 행위 자체는 불법이 아니며, P2P 네트워크는 합법적인 목적으로도 사용된다. 파일 공유의 법적 문제는 저작권이 있는 자료의 법을 위반하는 것과 관련이 있다. 파일 공유의 합법성에 대한 대부분의 논의는 오직 저작권 자료에 관한 것으로 암시된다. 많은 국가에는 저작권 소유자의 허락 없이 저작권이 있는 자료를 제한적으로 사용할 수 있도록 허용하는 공정 이용 예외가 있다. 이러한 자료에는 해설, 뉴스 보도, 연구 및 학술 자료가 포함된다. 저작권법은 영토적이며, 특정 국가가 국제 협정에 당사자가 아닌 한 해당 국가의 영토를 넘어 확장되지 않는다. 오늘날 대부분의 국가는 적어도 하나 이상의 그러한 협정에 당사자이다.
개인 정보 보호 영역에서 최근 법원 판결은 P2P 파일 공유 네트워크를 통해 노출된 데이터에 프라이버시에 대한 기대가 있을 수 없음을 시사하는 것으로 보인다. 2013년 11월 8일 발표된 39페이지 분량의 판결에서 미국 지방법원 판사 크리스티나 라이스는 수색 영장 없이 자동 P2P 검색 도구를 통해 수집된 증거를 억제하려는 신청을 기각했다.

### 저작권이 있는 자료 공유 제한
미디어 산업은 P2P 시스템을 통한 저작권 자료의 확산을 막기 위해 노력해왔다. 초기에 기업들은 냅스터와 같은 배포 플랫폼을 성공적으로 고소하여 폐쇄시킬 수 있었다. 또한, 저작권 자료를 대량으로 공유한 사용자들을 상대로 소송을 제기했다. 그러나 FastTrack과 같은 더욱 분산된 시스템이 개발되면서 이는 집행 불가능하다는 것이 입증되었다. 전 세계적으로 수백만 명의 사용자가 P2P 시스템을 불법적으로 사용하고 있어 광범위한 법적 조치를 취하는 것이 비현실적이다. 한 가지 주요 노력은 P2P 네트워크에 오염된 파일을 배포하는 것이다. 예를 들어, 저작권이 있는 미디어의 메타데이터를 가진 관련 없는 파일을 배포할 수 있다. 이렇게 하면 미디어를 다운로드하는 사용자는 예상했던 것과 관련 없는 것을 받게 된다.

## 같이 보기
- 익명 P2P
- 파일 공유 애플리케이션 비교
- 디스크 공유
- 캐나다의 파일 공유
- 일본의 파일 공유
- 파일 공유 타임라인 (P2P 및 비P2P)
- Friend-to-friend 또는 F2F
- P2P 프로토콜 목록
- 오픈 뮤직 모델
- 파일 공유 네트워크의 개인 정보 보호
- 프라이빗 P2P
- 퍼블릭 도메인
- 토렌트 포이즈닝
- 파일 공유에 대한 무역 단체의 노력
- 와레즈